# Teneriforma naso
Teneriforma naso är en kräftdjursart som först beskrevs av Farran 1936.  Teneriforma naso ingår i släktet Teneriforma och familjen Spinocalanidae. Inga underarter finns listade i Catalogue of Life.